# Early (Iowa)
Early – miasto w Stanach Zjednoczonych, w stanie Iowa, w hrabstwie Sac. Zgodnie ze spisem statystycznym z 2000 miasto liczyło 605 mieszkańców.